# Stare Bojanowo (gmina)
Stare Bojanowo (do 1948 Bojanowo Stare) – dawna gmina wiejska istniejąca w latach 1934–1954 i 1973–1976 w woj. poznańskim i leszczyńskim (dzisiejsze woj. wielkopolskie). Siedzibą gminy było Stare Bojanowo (do 1948 Bojanowo Stare).
Gmina zbiorowa Stare Bojanowo została utworzona 1 sierpnia 1934 roku w powiecie kościańskim w woj. poznańskim z dotychczasowych jednostkowych gmin wiejskich: Bojanowo Stare, Bruszczewo, Gniewowo, Karmin, Nietążkowo, Olszewo, Przysieka Stara, Robaczyn, Sierpowo, Spławie, Wonieść, Wydorowo, Zygmuntowo i Żydowo (oraz z obszarów dworskich położonych na tych terenach lecz nie wchodzących w skład gmin). 
Po wojnie gmina zachowała przynależność administracyjną. 7 marca 1948 roku zmieniono nazwę siedziby oraz gminy z Bojanowo Stare na Stare Bojanowo. Według stanu z dnia 1 lipca 1952 roku gmina składała się z 16 gromad: Bruszczewo, Gniewowo, Jezierzyce, Karmin, Nietąszkowo, Olszewo, Parsko, Przysieka I, Przysieka II, Robaczyn, Sierpowo, Spławie, Stare Bojanowo, Wonieść, Wydorowo i Zygmuntowo. Jednostka została zniesiona 29 września 1954 roku wraz z reformą wprowadzającą gromady w miejsce gmin. 
Gminę przywrócono w powiecie kościańskim, w woj. poznańskim wraz z reaktywowaniem gmin z dniem 1 stycznia 1973 roku. 1 czerwca 1975 roku gmina znalazła się w nowo utworzonym woj. leszczyńskim. 15 stycznia 1976 roku gmina została zniesiona przez połączenie z dotychczasową gminą Śmigiel w nową gminę Śmigiel.